# CDCA8
CDCA8 (англ. Cell division cycle associated 8) – білок, який кодується однойменним геном, розташованим у людей на короткому плечі 1-ї хромосоми.  Довжина поліпептидного ланцюга білка становить 280 амінокислот, а молекулярна маса — 31 323.
| 10         |  | 20         |  | 30         |  | 40         |  | 50         |
| ---------- |  | ---------- |  | ---------- |  | ---------- |  | ---------- |
| MAPRKGSSRV |  | AKTNSLRRRK |  | LASFLKDFDR |  | EVEIRIKQIE |  | SDRQNLLKEV |
| DNLYNIEILR |  | LPKALREMNW |  | LDYFALGGNK |  | QALEEAATAD |  | LDITEINKLT |
| AEAIQTPLKS |  | AKTRKVIQVD |  | EMIVEEEEEE |  | ENERKNLQTA |  | RVKRCPPSKK |
| RTQSIQGKGK |  | GKRSSRANTV |  | TPAVGRLEVS |  | MVKPTPGLTP |  | RFDSRVFKTP |
| GLRTPAAGER |  | IYNISGNGSP |  | LADSKEIFLT |  | VPVGGGESLR |  | LLASDLQRHS |
| IAQLDPEALG |  | NIKKLSNRLA |  | QICSSIRTHK |  |            |  |            |

A: Аланін

C: Цистеїн

D: Аспарагінова кислота

E: Глутамінова кислота

F: Фенілаланін

G: Гліцин

H: Гістидин

I: Ізолейцин

K: Лізин

L: Лейцин

M: Метіонін

N: Аспарагін

P: Пролін

Q: Глутамін

R: Аргінін

S: Серин

T: Треонін

V: Валін

W: Триптофан

Кодований геном білок за функцією належить до фосфопротеїнів. 
Задіяний у таких біологічних процесах як клітинний цикл, поділ клітини, мітоз, поліморфізм. 
Локалізований у цитоплазмі, цитоскелеті, ядрі, хромосомах, центромерах.